# Anglesola (kommunhuvudort)
Anglesola är en kommunhuvudort i Spanien.   Den ligger i provinsen Província de Lleida och regionen Katalonien, i den östra delen av landet, 400 km öster om huvudstaden Madrid. Anglesola ligger 339 meter över havet och antalet invånare är 1 313.
Terrängen runt Anglesola är lite kuperad. Runt Anglesola är det ganska tätbefolkat, med 139 invånare per kvadratkilometer. Närmaste större samhälle är Tàrrega, 4,8 km öster om Anglesola. Trakten runt Anglesola består till största delen av jordbruksmark.